# Котьки (Дятловский район)
Ко́тьки (бел. Коцькі) — деревня в Дворецком сельсовете Дятловского района Гродненской области Белоруссии. По переписи населения 2009 года в Котьках проживало 36 человек.

## Этимология
Название деревни образовано от фамилий Кот, Котько, Котяга.

## География
Котьки расположены в 10 км к юго-востоку от Дятлово, 164 км от Гродно, 8 км от железнодорожной станции Новоельня.
Вдоль деревни протекает река Молчадь.

## История
В 1878 году Котьки — деревня в Дворецкой волости Слонимского уезда Гродненской губернии (28 дворов). В 1880 году в деревне было 118 жителей.
Согласно переписи населения 1897 года в Котьках насчитывалось 42 дома, проживало 307 человек. В 1905 году — 361 житель.
В 1921—1939 годах Котьки находились в составе межвоенной Польской Республики. В сентябре 1939 года Котьки вошли в состав БССР.
В 1996 году Котьки входили в состав колхоза имени К. Заслонова. В деревне насчитывалось 55 хозяйств, проживал 91 человек.

## Достопримечательности
- Могила жертв нацизма. В ней захоронены 2500 евреев Дятловского и соседних районов, которых осенью 1942 года расстреляли оккупанты. Находится в 0,4 км на восток от деревни, в лесу[2][3].
- Могила жертв нацизма. В ней захоронены 3000 евреев Дятловского и соседних районов, которых осенью 1942 года расстреляли оккупанты. Находится в 1 км на восток от деревни, слева от дороги Дворец — Новоельня, в лесу[2][3].